# Kenta Mukuhara
Kenta Mukuhara (椋原 健太 Mukuhara Kenta?, nacido el 6 de julio de 1989 en Ōta, Tokio) es un exfutbolista japonés que se desempeñaba como defensa.

## Trayectoria

### Clubes
| Club                | País  | Año         |
| ------------------- | ----- | ----------- |
| FC Tokyo            | Japón | 2008 - 2014 |
| Cerezo Osaka        | Japón | 2013        |
| Cerezo Osaka        | Japón | 2015 - 2017 |
| Cerezo Osaka sub-23 | Japón | 2016 - 2017 |
| Sanfrecce Hiroshima | Japón | 2017        |
| Fagiano Okayama     | Japón | 2018 - 2021 |

## Estadística de carrera

### J. League
| Club                | Año   | J. League | J. League | Copa J. League | Copa J. League | Total | Total |
| Club                | Año   | Part.     | Goles     | Part.          | Goles          | Part. | Goles |
| ------------------- | ----- | --------- | --------- | -------------- | -------------- | ----- | ----- |
| FC Tokyo            | 2008  | 3         | 0         | 3              | 0              | 6     | 0     |
| FC Tokyo            | 2009  | 11        | 0         | 9              | 0              | 20    | 0     |
| FC Tokyo            | 2010  | 24        | 0         | 8              | 0              | 32    | 0     |
| FC Tokyo            | 2011  | 26        | 2         | -              | -              | 26    | 2     |
| FC Tokyo            | 2012  | 19        | 1         | 4              | 0              | 23    | 1     |
| Cerezo Osaka        | 2013  | 4         | 0         | 1              | 0              | 5     | 0     |
| FC Tokyo            | 2014  | 0         | 0         | 1              | 0              | 1     | 0     |
| Cerezo Osaka        | 2015  | 16        | 0         | -              | -              | 16    | 0     |
| Cerezo Osaka        | 2016  | 1         | 0         | -              | -              | 1     | 0     |
| Cerezo Osaka        | 2017  | 0         | 0         | 0              | 0              | 0     | 0     |
| Cerezo Osaka sub-23 | 2016  | 7         | 0         | -              | -              | 7     | 0     |
| Cerezo Osaka sub-23 | 2017  | 9         | 0         | -              | -              | 9     | 0     |
| Sanfrecce Hiroshima | 2017  | 8         | 0         | 0              | 0              | 8     | 0     |
| Total               | Total | 128       | 3         | 26             | 0              | 154   | 3     |